# Teunenberg
Teunenberg is een natuurgebied in de Belgische gemeente Olen. Het gebied is 62 hectare groot en is eigendom van het Agentschap voor Natuur en Bos. De Teunenberg bestaat voornamelijk uit naaldbos met heide en grasland op enkele plaatsen.

## Geschiedenis
De Belgische staat onteigende het gebied in 1952 voor de oprichting van een militaire basis. In 1996 werd de Teunenberg aangekocht door het Agentschap voor Natuur en Bos en werd het ingericht als domeinbos. Tussen 2006 en 2009 werd een groot deel van de militaire infrastructuur afgebroken en als natuur ingericht.

## Beschrijving
De Teunenberg is 62 hectare groot, waarvan 60 hectare momenteel bestaat uit naaldbos. Deze worden geleidelijk omgevormd tot gemengd loof- en naaldbos. Het doel is de biodiversiteit hierdoor te laten toenemen. Op enkele plaatsen in het bos zijn open plekken waar verschillende soorten zangvogels, libellen en vlinders te vinden zijn.
Waar zich vroeger betonnen loodsen en parkings bevonden, ontstaan na de afbraak geleidelijk heischrale graslanden en heide. Langs een aantal wegen worden gevarieerde bosranden ontwikkeld om de verschillende open plekken in het bos te verbinden. Deze open plekken trekken verschillende plant- en diersoorten aan waaronder boomleeuwerik, boompieper, verschillende vlindersoorten en insecten.